# El Imparcial
El Imparcial va ser un diari matutí d'ideologia liberal fundat per Eduardo Gasset y Artime en 1867 i desaparegut en 1933. Va ser un dels primers diaris d'empresa, en contraposició als diaris de partit.

## Història

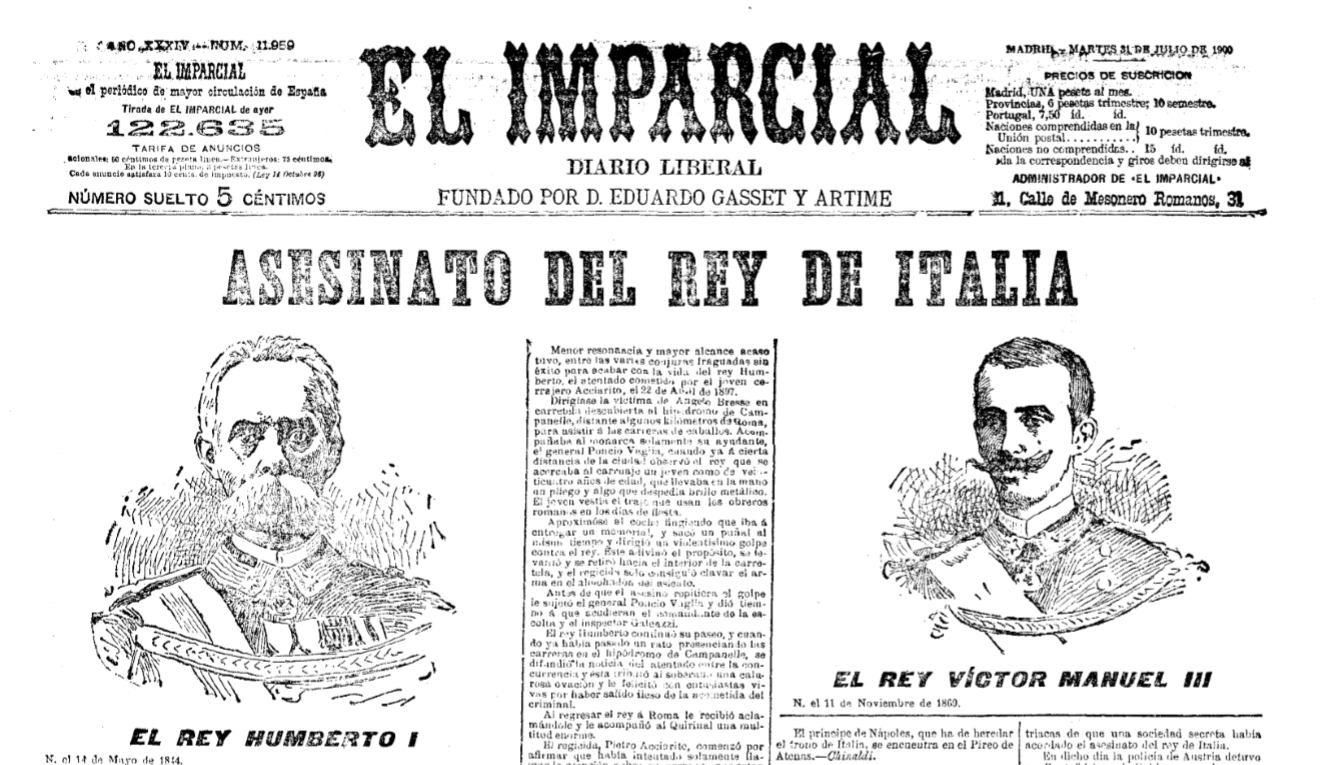
31 de juliol de 1900.

Va ser el diari de major difusió i influència durant la Regència de Maria Cristina, però va començar a perdre prestigi a causa dels seus moviments polítics, i especialment després del nomenament del seu director, Rafael Gasset, ministre de Foment de Francisco Silvela, el 1900. El seu suplement literari, Los Lunes del Imparcial, fou el suplement cultural més important en llengua castellana durant dècades, on escriuen des dels seus inicis els quals poc més tard serien batejats com a Generació del 98: Miguel de Unamuno, Ramiro de Maeztu, Azorín, Pío Baroja.
El 1906, va formar juntament amb El Liberal i Heraldo de Madrid la Societat Editora Espanyola, sent, dels tres, el que estava situat a la dreta amb un públic més burgès, el més enemic dels moviments obrers i dels nous nacionalismes.

## Actualitat
En l'actualitat, el diari ha reprès la seva activitat com mitjà digital en el lloc web [www.elimparcial.es], sent el seu president Luis María Anson i el seu director Joaquín Vila.